# Си Трипио
Си Трипио је измишљени робот из света Ратова звезда који увек иде у пару са другим роботом који се зове R2-D2. Први пут се појављује у филму Звездани ратови — епизода IV: Нова нада после чега се појављује и у свих осам преосталих наставака. Њега је направио Анакин Скајвокер, док је као мали живео на Татуину.